# Javůrek
Javůrek este o arie protejată (arie specială de conservare — SAC, sit de importanță comunitară — SCI) din Republica Cehă întinsă pe o suprafață de 16,5 ha, integral pe uscat.

## Localizare
Centrul sitului Javůrek este situat la coordonatele 50°03′53″N 13°53′49″E / 50.064722°N 13.896944°E.

## Înființare
Situl Javůrek a fost declarat sit de importanță comunitară în aprilie 2005 pentru a proteja 1 specie de animale. Situl a fost protejat și ca arie specială de conservare în iulie 2012.

## Biodiversitate
Situată în ecoregiunea continentală, aria protejată nu include niciun habitat protejat.
La baza desemnării sitului se află o specie protejată de  amfibieni: triton cu creastă (Triturus cristatus).